# Pliodelphis
Pliodelphis — рід дрібних дельфінідів, які жили в Бельгії в епоху раннього пліоцену, приблизно від 5 до 4,4 мільйонів років тому. Рід містить типовий вид Pliodelphis doelensis, названий і описаний у 2021 році на основі часткового черепа, знайденого в прибережній формації Каттендейк.